# Valdeavero
Valdeavero es un municipio y localidad española de la Comunidad de Madrid. El término municipal tiene una población de 1823 habitantes (INE 2024).

## Geografía
Valdeavero está situado al este de la Comunidad de Madrid, en el límite con la provincia de Guadalajara. Limitando al norte y este con los municipios de Torrejón del Rey, Valdeaveruelo y Villanueva de la Torre en la provincia de Guadalajara; al oeste con los municipios de Ribatejada y Fresno de Torote, y al sur con Camarma de Esteruelas y Meco. Ocupa una extensión de 18,8 km², (0,23 % de la superficie de la Comunidad). Dista de Madrid 48 kilómetros. El monte Cabeza Gorda (808 m) es el punto más alto del municipio. La altitud media es de 716 metros. El territorio, en general, es llano y fértil. Sus cursos de agua son los arroyos de la Marcuera, Camarmilla y la Royada. Los núcleos de población son Valdeavero pueblo y la Urbanización La Cardosa. La población actual es de 1823 habitantes (INE 2024) (según cifras oficiales de población resultantes de la revisión del Padrón municipal a 1 de enero).
Históricamente su principal actividad ha sido la agricultura aunque en los últimos años esta actividad económica ha ido dejando sitio a otras actividades, principalmente del sector servicios. La mayor parte de la población activa que reside en el municipio trabaja fuera de la localidad, principalmente en poblaciones de la zona conocida como el Corredor del Henares o en la capital. Se llega por las carreteras M-119 y la GU-102.

## Historia
Su nombre parece que significa Valle de las aves.[cita requerida]
Por los restos encontrados en el área donde en la actualidad se localiza Valdeavero, queda claro que Roma estuvo presente en la zona. De esos restos el más importante es una inscripción funeraria romana del siglo II d. C. en la que se lee: "A los manes de Aurelia Euthenia, que murió de 55 años, Aurelio Gerencio a su madre piadosísima, en virtud del testamento, cuidó de que se le erigiese memoria". No se han encontrado vestigios visigodos, pero los hallados en las proximidades hacen suponer que esta zona estuvo bajo su influencia.
No hay documentos que acrediten un asentamiento musulmán, pero parece que la población fue fundada por los árabes como granja de labor. Por entonces Valdeavero pertenecía, junto con otras aldeas (Galápagos, Ribatejada, Torrejón...), a Alcolea de Torote. Hay constancia de la existencia de posiciones defensivas musulmanas en Alcolea que fueron atacadas por los cristianos en el siglo X. Reconquistado por Álvar Fáñez (1047-1114), estos territorios pasan a Alfonso VI, quien cede la plaza de Alcolea de Torote, junto con sus aldeas entre las que se encontraría Valdeavero, al Conde García Ordóñez. En 1174 la vizcondesa Ermesenda de Narbona (1128-1177) vende la mitad de Alcolea al Monasterio de la Vid. Está en manos de los monjes hasta el 5 de marzo de 1311, cuando la plaza es  permutada por tierras y cae en manos de las monjas de Santa Clara de Guadalajara. En el documento de traspaso aparece citado por vez primera el nombre de Valdeavero. Pocos años después, el 3 de julio de 1323, pertenece al arzobispado de Toledo (señorío prelaticio).
En el siglo XVI es Villa de la Corona, y figura en las relaciones filipenses como posesión del rey Felipe II, solo dependiente de la Corona y pudiendo levantar horca y picota. "La segunda mitad del siglo XVI fue tiempo de prosperidad para la villa y su templo. La aldea se desmiembra del arzobispado de Toledo y de la cabecera de Alcolea de Torote, pasando a la jurisdicción real, consiguiendo su ansiado privilegio de villazgo".
Por el contrario, el siglo XVII es época de epidemias, cosechas míseras y de tributos reales abusivos. En consecuencia, la Villa pierde población y los tributos y alcabalas la ahogan. Para remediarlo, el pueblo vende parte de sus tierras además de su jurisdicción, el bien más preciado, al marqués de Campoflorido que la poseyó desde 1715 a 1724. La viuda del marqués vende las propiedades a Nicolás Fernández de Córdoba  (1682-1739), X duque de Medinaceli. La casa de Medinaceli quiso rentabilizar las fincas, pero los resultados no fueron los esperados. Así que en 1774 venden el señorío y el vasallaje de Valdeavero a Martín de Martiarena Zamarquilena, rico indiano procedente de Chile. Cuando en 1785 muere Don Martín, las tierras pasan a sus nietos como mayorazgo  En 1861 el II Conde de la Cimera, titular en ese momento del mayorazgo, vende la hacienda de Valdeavero a Don Antonio de Hompanera y Enríquez por 400 mil reales de vellón.
En la división provincial de 1833, Valdeavero quedó fuera de la provincia de Madrid. En 1850 todavía figura como perteneciente a la provincia de Guadalajara según el Diccionario geográfico-estadístico-histórico de España y sus posesiones de Ultramar de Pascual Madoz; aunque, según Burgueño, ese mismo año pasaría a formar parte de la provincia de Madrid:

VAL DE AVERO: v. con ayunt. en la prov., y part. jud. de Guadalajara (2 1/2 leg.), aud. terr. de Madrid (7 1/2), c. g. de Castilla la Nueva, dióc. de Toledo (19 1/2): sit. en llano con buena ventilacion y clima frio: tiene 108 casas; la consistorial que sirve de cárcel; una casa palacio; un edificio que fue jaboneria; escuela de instruccion primaria frecuentada por 50 alumnos, á cargo de un maestro dotado con 1,830 rs.; una fuente de buenas aguas; una igl. parr. (La Asuncion de Ntra. Sra.) servida por un cura y un sacristan: confina el térm. con los de Torrejon del Rey, Val de Averuelo y Rivatejada; dentro de él se encuentran varios manantiales, y una ermita (La Soledad): el terreno bañado por el arroyo Camarmilla, es de buena calidad: caminos: los locales: correo: se recibe y despacha en Alcalá. prod.: cereales, legumbres, aceite, vino y buenos pastos, con los que se mantiene ganado lanar, vacuno, mular y de cerda. ind.: la agricola, y 2 molinos aceiteros. pobl.: 94 vec., 412 alm. cap. prod.: 2.174,892 rs. imp.: 195,740. contr.: 18,187.
(Madoz, 1849, p. 255)

## Demografía
Cuenta con una población de 1823 habitantes (INE 2024).
| Gráfica de evolución demográfica de Valdeavero entre 1842 y 2021                                                      |
| |
| Población de derecho según los censos de población del INE. Población de hecho según los censos de población del INE. |

La población de Valdeavero se mantuvo prácticamente constante, entre los 600 y 500 habitantes, durante el siglo XX, con cortos periodos de tiempo en que se sobrepasaron estos límites, tanto en lo referente al valor máximo ( 623 en 1910, 635 en 1930 y 650 en el censo de 1940), así como en su valor mínimo (444 habitantes en el censo de 1981). Con el cambio de siglo, la población comenzó a aumentar de forma sostenida, aunque no constante, llegando a aproximarse a los 1700 habitantes, triplicando su población con respecto al siglo XX, como se muestra en este gráfico de evolución demográfica. Este cambio está en relación con el gran desarrollo urbanístico producido en la zona, dada la proximidad a Madrid capital y por el auge demográfico  y económico del Corredor del Henares.

## Comunicaciones

### Transporte
Al municipio llegan tres líneas de autobús. Una de ellas, tiene cabecera en Madrid, en la estación de Canillejas. Las otras dos líneas, conectan este municipio con los de alrededor. Todas las líneas son operadas por la empresa ALSA.
| Línea | Recorrido                                              |
| ----- | ------------------------------------------------------ |
| 251   | Torrejón de Ardoz – Valdeavero - Alcalá de Henares     |
| 255   | Valdeavero – Camarma de Esteruelas - Alcalá de Henares |
| 256   | Madrid (Canillejas) – Daganzo - Valdeavero             |

## Política
| Período     | Nombre del alcalde | Partido Político |
| 1979 - 1983 | Sixto Martín García | UCD              |
| 1983 - 1987 | Juan Félix Sanz Garrido | AP               |
| 1987 - 1991 | Juan Félix Sanz Garrido | AP               |
| 1991 - 1995 | Juan Félix Sanz Garrido | PP               |
| 1995 - 1999 | Juan Félix Sanz Garrido | PP               |
| 1999 - 2003 | Enrique Ortega Causapié | PSOE             |
| 2003 - 2007 | Enrique Ortega Causapié | PSOE             |
| 2007 - 2011 | Francisco Javier Quintana Gundín | PSOE             |
| 2011 - 2015 | Erik Maitín Morales (hasta 2012); María Huertas Espigares (1 mes aprox.); Antonia Rodríguez Hortal (2 meses aprox.); David María Domingo Huertas | PP               |
| 2015 - 2019 | María Luisa Castro Sancho | PSOE             |
| 2019 - 2023 | María Luisa Castro Sancho | PSOE             |
| 2023 -      | María Luisa Castro Sancho | PSOE             |

## Educación
En Valdeavero hay un colegio público de educación infantil y primaria (CEIP Ángel Castro).

## Monumentos

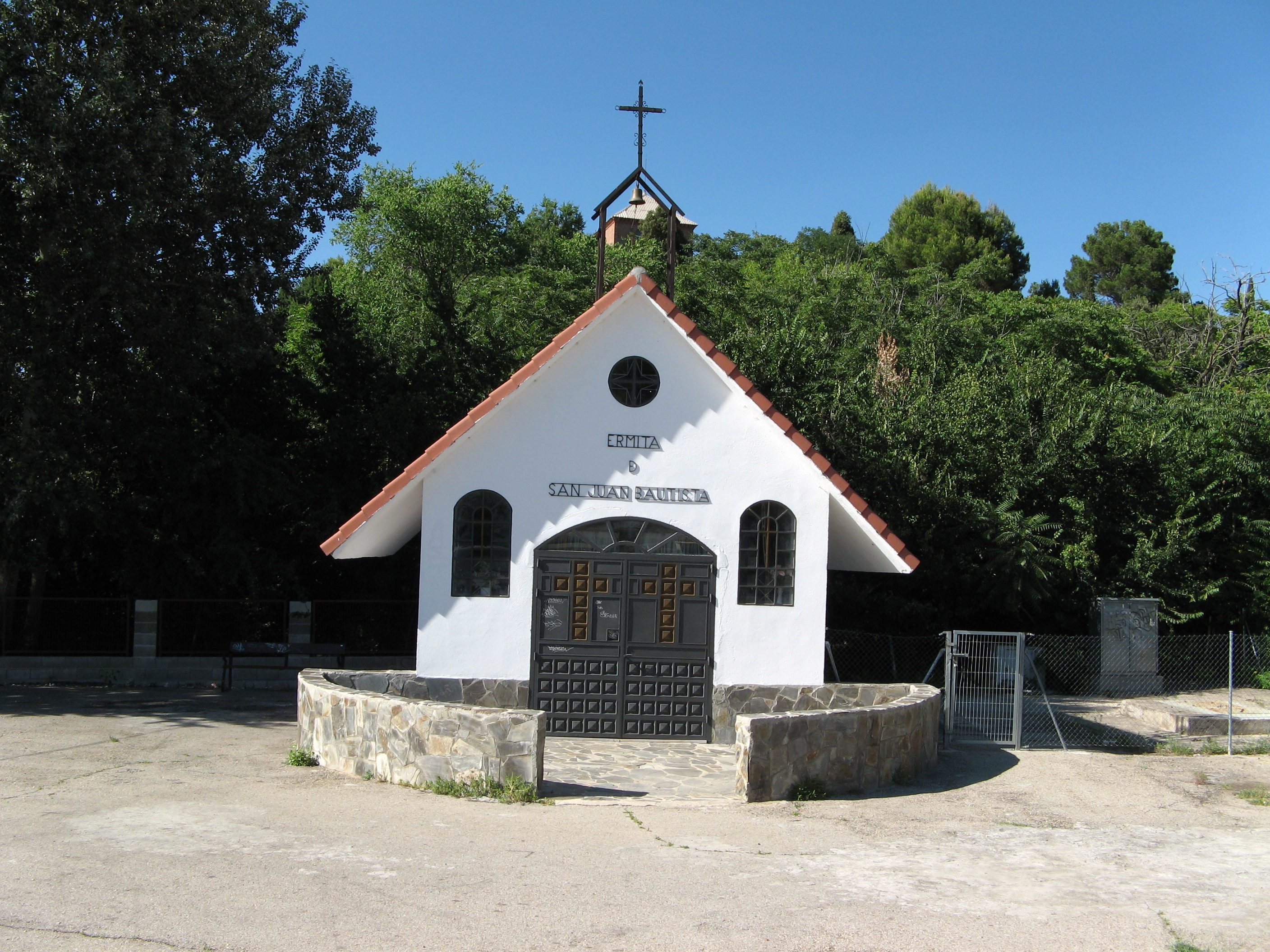
Ermita de San Juan Bautista en la Urb. La Cardosa

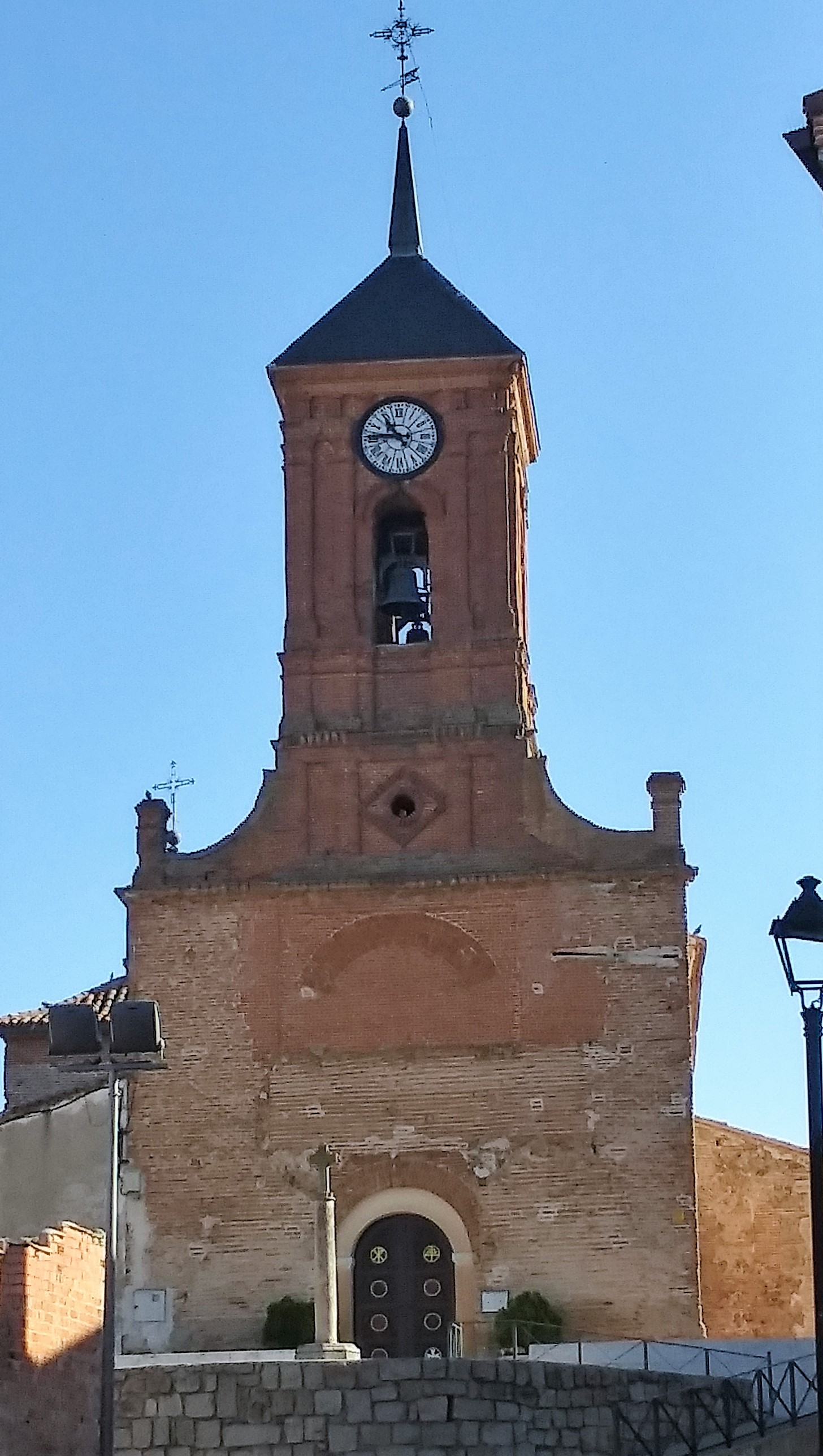
Iglesia de la Asunción de Nuestra Señora (Valdeavero)

- Iglesia bajo la advocación de la Asunción de Nuestra Señora.[6] De estilo barroco, siglo XVII.
- Capilla de la Inmaculada Concepción (s. XVI) con retablo renacentista. Se considera el origen de la iglesia actual.
- La capilla de la Virgen del Rosario, del siglo XVII, con retablo barroco, cúpula sobre mútulos y reja de forja con leyenda y escudo (1675) de Francisco Antonio de la Peña, su fundador.
- Palacio del Marqués de Campoflorido. Con decoración de placa, y torres angulares en la fachada. Portada de arco adintelado y escudo en la clave de la puerta principal. Comunica con la iglesia por un balcón de celosía. Es de propiedad privada.

## Fiestas
- 20 de enero, San Sebastián: Misa, procesión y diversos actos culturales.
- 14 de septiembre: fiestas en honor del Santísimo Cristo del Sudor.